# Bonboillon
 Bonboillon  es una población y comuna francesa, situada en la región de Franco Condado, departamento de Alto Saona, en el distrito de Vesoul y cantón de Marnay.

## Demografía
| 92 | 82 | 43 | 64 | 86 | 103 | 140 |
| Para los censos de 1962 a 1999 la población legal corresponde a la población sin duplicidades (Fuente: INSEE [Consultar]) |    |    |    |    |     |     |